# 阿根廷公告牌
阿根廷告示牌（英語：Billboard Argentina）是美國《告示牌》雜誌和阿根廷的Grupo ABC1聯合營運的阿根廷音樂排行榜系列。是告示牌繼加拿大、日本及菲律宾之後，第四個在美國境外開設的「Billboard」冠名音樂排行榜。

## 歷史
- 2013年8月，宣佈準備開設。
- 2018年10月13日，成立阿根廷百强单曲榜。

## 阿根廷百强单曲榜
阿根廷百强单曲榜于2018年10月13日成立，第一首榜单冠军歌曲是美国女歌手貝姬·G及阿根廷男歌手保罗·隆德拉的单曲《当我吻你》，並於每週日（阿根廷標準時間）在网上更新。 

## 外部連結
- Billboard Argentina （页面存档备份，存于）